# Xenopleura vivipara
Xenopleura vivipara is een diersoort in de taxonomische indeling van de Hemichordata. Het dier behoort tot het geslacht Xenopleura en behoort tot de familie Harrimaniidae. De wetenschappelijke naam van de soort werd voor het eerst geldig gepubliceerd in 1925 door Gilchrist.